# Boku no miteiru fūkei
Boku no miteiru fūkei (僕の見ている風景? "La scena che sto guardando") è il nono album studio del gruppo musicale giapponese degli Arashi. L'album è stato pubblicato il 4 agosto 2009 dalla J-Storm ed ha raggiunto la prima posizione della classifica Oricon degli album più venduti in Giappone, oltre ad essere stato certificato come l'album più venduto del 2010 in Giappone.

## Tracce
CD 1
1. Movin' On - 4:23
2. Mada Ue o (マダ上ヲ) - 3:40
3. Refrain (リフレイン) - 4:50
4. Troublemaker - 4:03
5. Taboo - 3:15
6. Circus (サーカス) - 3:48
7. Gift (ギフト) - 4:54
8. Everything - 4:01
9. Come Back to Me - 4:26
10. My Girl - 4:45
11. Magical Song - 3:45

CD 2
1. Monster - 4:28
2. Don't Stop - 4:27
3. Shizukana Yoru ni (静かな夜に) - 4:47
4. Mukae ni Iku yo (むかえに行くよ) - 4:51
5. 1992*4##111 (特別) - 5:22
6. Sora Takaku (空高く)  - 3:58
7. Kagerô - 3:51
8. Summer Splash! - 4:20